# Olearia canescens
Olearia canescens là một loài thực vật có hoa trong họ Cúc. Loài này được (Benth.) Hutch. mô tả khoa học đầu tiên năm 1917.